# Sylvia Glickman
Sylvia Foodin Glickman (8 de novembre de 1932 - 16 de gener de 2006) va ser una pianista, compositora, professora i destacada promotora de la música de compositores dones.
Glickman va néixer i créixer a la ciutat de Nova York, on la seva mare la va inscriure a l'escola de música a l'edat de 3 anys. Va acabar els seus estudis a l'High School of Music and Art el 1950 (ara anomenada Fiorello H. La Guardia High School of Music & Art and Performing Arts). Va obtenir una llicenciatura el 1954 a la Juilliard School of Music, on també va rebre un màster el 1955 en interpretació de piano. Va estudiar a la Royal Academy of Music de Londres amb una beca.
Es va casar amb Harvey Glickman, professor de ciències polítiques, el 1956.
Glickman va ensenyar piano al New England Conservatory of Music, Haverford College, Princeton University i Franklin and Marshall College.
Segons el seu obituari al The Philadelphia Inquirer, el 1988 va fundar Hildegard Press, anomenada així per la compositora del segle XII Hildegard de Bingen, que ara és propietat independent i segueix en funcionament. (1)
"La senyora Glickman tenia una missió: desenterrar compositores dones que havien passat desapercebudes en la història de la música. Va començar a crear catàlegs per centenars." (2)
"El 1991, va ser coeditora amb Martha Schleifer d'una referència de 12 volums, Women Composers: Music through the Ages. Va completar el projecte abans de la seva mort. Vuit volums han estat publicats pel Gale Group de Boston. Els quatre volums restants encara han de ser publicats." (3) 
També va fundar la Hildegard Foundation, una organització sense ànim de lucre que dóna suport a programes i premis alineats amb la seva missió de recolzar les dones en les arts. La fundació segueix sent gestionada per la família de Glickman.
Va morir a Bala Cynwyd, Pennsilvània.